# Olympische Sommerspiele 2004/Leichtathletik – 5000 m (Frauen)
Der 5000-Meter-Lauf der Frauen bei den Olympischen Spielen 2004 in Athen wurde am 20. und 23. August 2004 im Olympiastadion Athen ausgetragen. 41 Athletinnen nahmen teil.
Olympiasiegerin wurde die Äthiopierin Meseret Defar. Sie siegte vor der Kenianerin Isabella Ochichi und der Äthiopierin Tirunesh Dibaba.
Für Deutschland nahm Irina Mikitenko teil. Sie erreichte das Finale und wurde Siebte.

Athletinnen aus der Schweiz, Österreich und Liechtenstein nahmen nicht teil.

## Aktuelle Titelträgerinnen
| Olympiasiegerin 2000                      | Gabriela Szabo ( Rumänien)                 | 14:40,79 min                               | Sydney 2000        |
| Weltmeisterin 2003                        | Tirunesh Dibaba ( Äthiopien)               | 14:51,72 min                               | Paris 2003         |
| Europameisterin 2002                      | Marta Domínguez ( Spanien)                 | 15:14,76 min                               | München 2002       |
| Panamerikanische Meisterin 2003           | Adriana Fernández ( Mexiko)                | 15:30,65 min                               | Santo Domingo 2003 |
| Zentralamerika und Karibik-Meisterin 2003 | Wettbewerb nicht im Meisterschaftsprogramm | Wettbewerb nicht im Meisterschaftsprogramm | St. George’s 2003  |
| Südamerika-Meisterin 2003                 | Maria Rodrigues ( Brasilien)               | 16:11,70 min                               | Barquisimeto 2003  |
| Asienmeisterin 2003                       | Sun Yingjie ( Volksrepublik China)         | 15:48,42 min                               | Manila 2003        |
| Afrikameisterin 2004                      | Etalemahu Kidane ( Äthiopien)              | 16:25,83 min                               | Brazzaville 2004   |
| Ozeanienmeisterin 2002                    | Brooke Eddy ( Neuseeland)                  | 16:58,72 min                               | Christchurch 2002  |

## Bestehende Rekorde
| Weltrekord         | 14:24,68 min | Elvan Abeylegesse ( Türkei) | Bergen, Norwegen             | 11. Juni 2004      |
| Olympischer Rekord | 14:40,79 min | Gabriela Szabo ( Rumänien)  | Finale OS Sydney, Australien | 25. September 2000 |

Der bestehende olympische Rekord wurde bei diesen Spielen nicht erreicht. Die äthiopische Olympiasiegerin Meseret Defar verfehlte den Rekord im schnellsten Rennen, dem Finale, mit ihren 14:45,65 min um 4,86 Sekunden. Zum Weltrekord fehlten ihr 20,97 Sekunden.

## Vorrunde
Insgesamt wurden zwei Vorläufe absolviert. Für das Finale qualifizierten sich pro Lauf die ersten fünf Athletinnen (hellblau unterlegt). Darüber hinaus kamen die fünf Zeitschnellsten, die sogenannten Lucky Loser (hellgrün unterlegt), weiter.
Anmerkung: Alle Zeitangaben sind auf Ortszeit Athen (UTC+2) bezogen.

### Vorlauf 1
20. August 2004, 23:20 Uhr
| Platz | Name                  | Nation              | Zeit (min) |
| ----- | --------------------- | ------------------- | ---------- |
| 1     | Tirunesh Dibaba       | Äthiopien           | 15:00,66\| |
| 2     | Sentayehu Ejigu       | Äthiopien           | 15:01,31   |
| 3     | Jelena Sadoroschnaja  | Russland            | 15:01,77   |
| 4     | Lilija Schobuchowa    | Russland            | 15:01,86   |
| 5     | Edith Masai           | Kenia               | 15:01,92   |
| 6     | Irina Mikitenko       | Deutschland         | 15:02,16   |
| 7     | Sun Yingjie           | Volksrepublik China | 15:03,00   |
| 8     | Émilie Mondor         | Kanada              | 15:20,15   |
| 9     | Marla Runyan          | USA                 | 15:24,88   |
| 10    | Tezeta Sürekli        | Türkei              | 15:26,64   |
| 11    | Kimberley Smith       | Neuseeland          | 15:31,80   |
| 12    | Dorcus Inzikuru       | Uganda              | 15:38,59   |
| 13    | Shayne Culpepper      | USA                 | 15:40,02   |
| 14    | Ebru Kavaklıoğlu      | Türkei              | 15:52,39   |
| 15    | Maria McCambridge     | Irland              | 15:57,42   |
| 16    | Souad Aït Salem       | Algerien            | 16:02,10   |
| 17    | Dulce María Rodríguez | Mexiko              | 16:08,07   |
| 18    | Zainab Bakkour        | Syrien              | 17:18,66   |
| 19    | Francine Niyonizigiye | Burundi             | 17:21,27   |
| DNF   | Elizabeth Zaragoza    | El Salvador         |            |

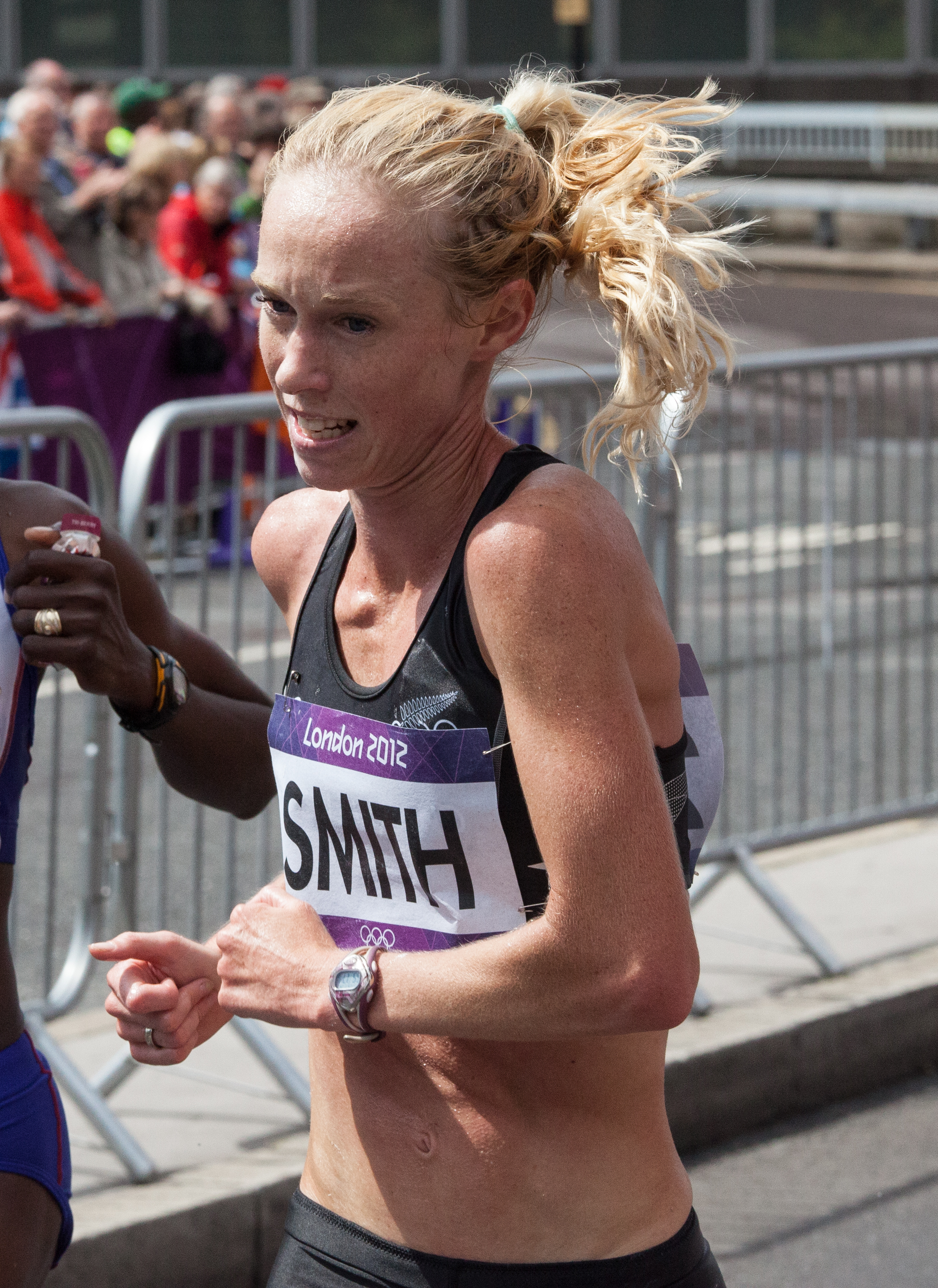
Kimberley Smith – ausgeschieden als Elfte des ersten Vorlaufs

Weitere im ersten Vorlauf ausgeschiedene Läuferinnen:

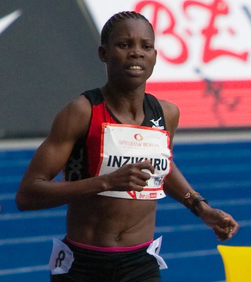
Dorcus Inzikuru – Rang zwölf
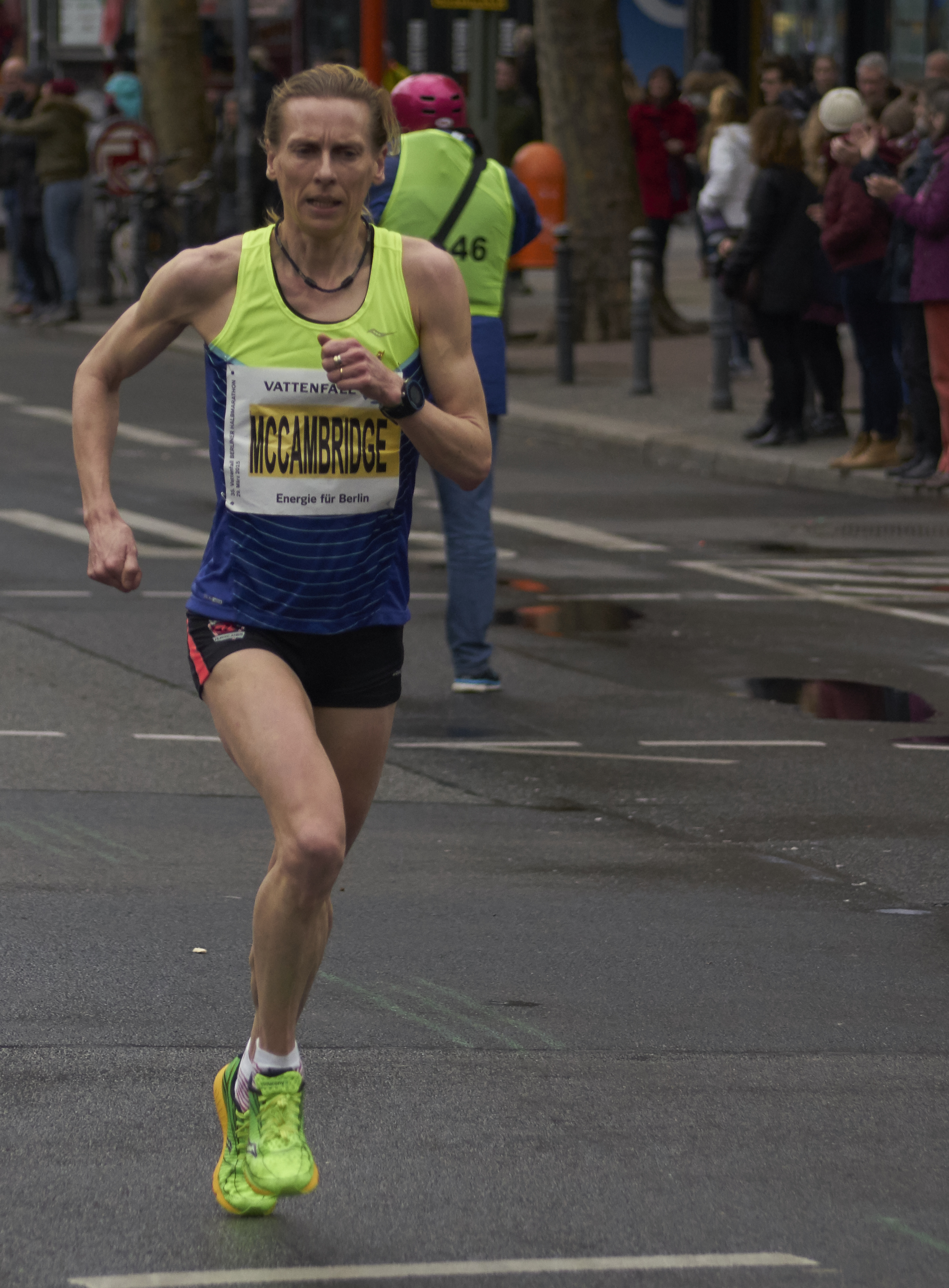
Maria McCambridge – Rang fünfzehn
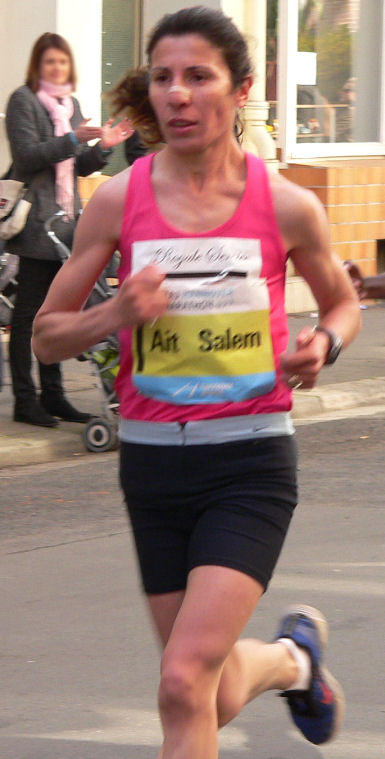
Souad Aït Salem – Rang sechzehn

### Vorlauf 2
20. August 2004, 23:45 Uhr
| Platz | Name                | Nation              | Zeit (min) |
| ----- | ------------------- | ------------------- | ---------- |
| 1     | Meseret Defar       | Äthiopien           | 14:52,39   |
| 2     | Elvan Abeylegesse   | Türkei              | 14:54,80   |
| 3     | Joanne Pavey        | Großbritannien      | 14:55,45   |
| 4     | Isabella Ochichi    | Kenia               | 14:55,69   |
| 5     | Xing Huina          | Volksrepublik China | 14:56,01   |
| 6     | Margaret Maury      | Frankreich          | 14:56,79   |
| 7     | Sonia O'Sullivan    | Irland              | 14:59,61   |
| 8     | Gulnara Samitowa    | Russland            | 15:05,78   |
| 9     | Jane Wanjiku        | Kenia               | 15:14,57   |
| 10    | Kirsi Valasti       | Finnland            | 15:33,78   |
| 11    | Shalane Flanagan    | USA                 | 15:34,63   |
| 12    | Maria Protopappa    | Griechenland        | 15:35,07   |
| 13    | Volha Krauzova      | Belarus             | 15:44,01   |
| 14    | Restituta Joseph    | Tansania            | 15:45,11   |
| 15    | Catherine Chikwakwa | Malawi              | 15:46,17   |
| 16    | Courtney Babcock    | Kanada              | 15:47,35   |
| 17    | Krisztina Papp      | Ungarn              | 15:58,44   |
| 18    | Inês Monteiro       | Portugal            | 16:03,75   |
| 19    | Supriani Sutono     | Indonesien          | 16:34,14   |
| 20    | Nebiat Habtemariam  | Eritrea             | 16:49,01   |
| 21    | Inés Melchor        | Peru                | 17:08,07   |

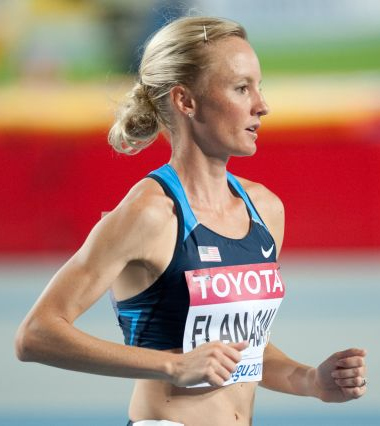
Shalane Flanagan Daegu 2011 – ausgeschieden als Elfte des zweiten Vorlaufs

Weitere im zweiten Vorlauf ausgeschiedene Läuferinnen:

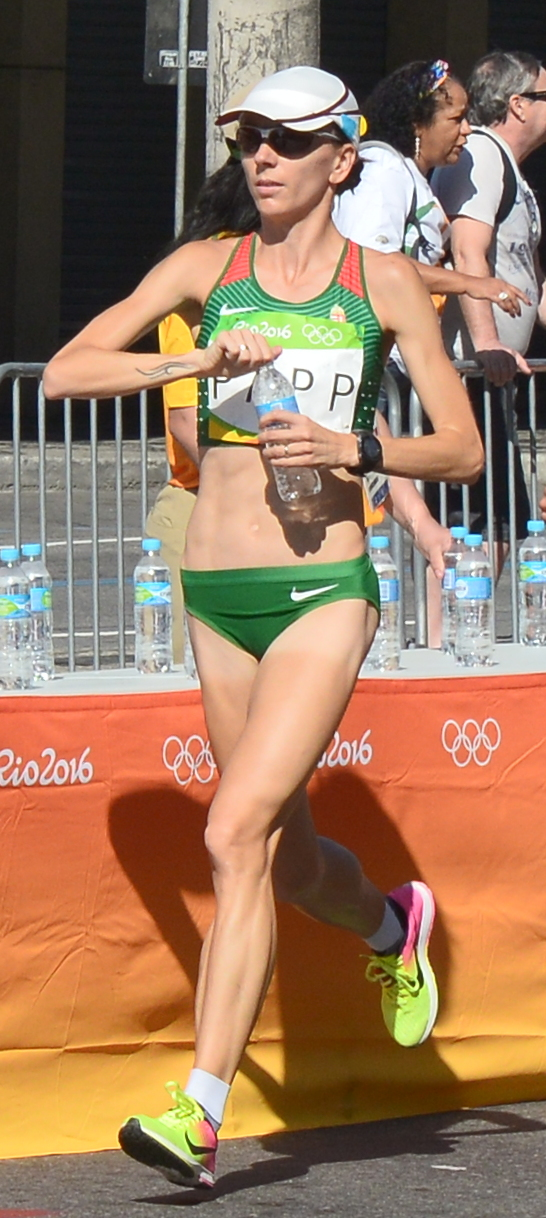
Krisztina Papp – Rang siebzehn
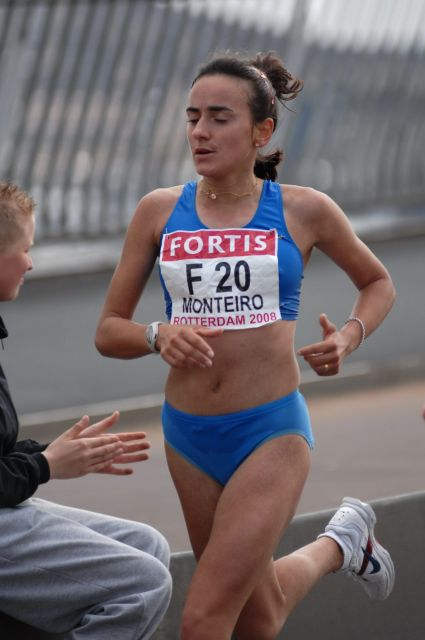
Inês Monteiro – Rang achtzehn
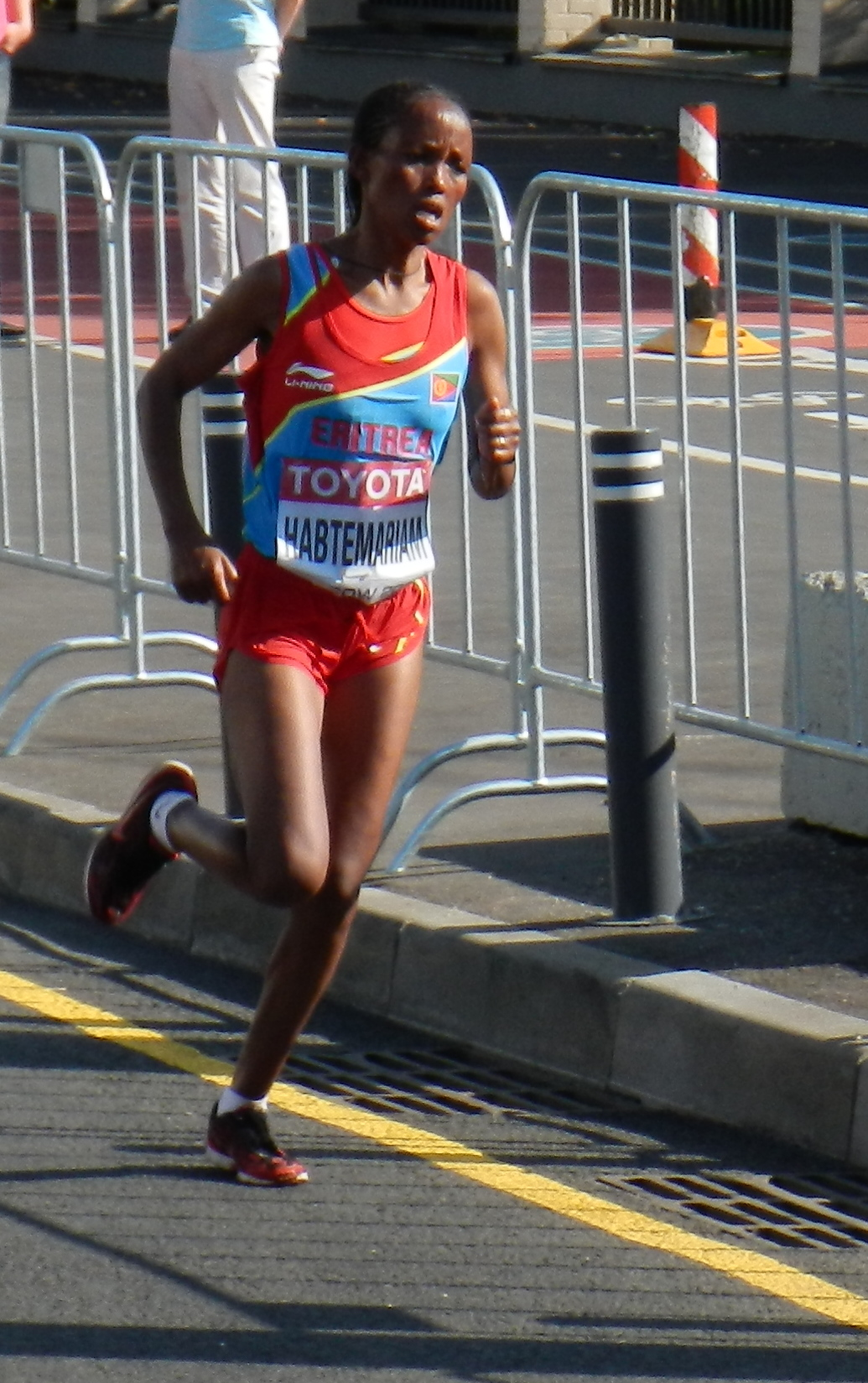
Nebiat Habtemariam – Rang zwanzig
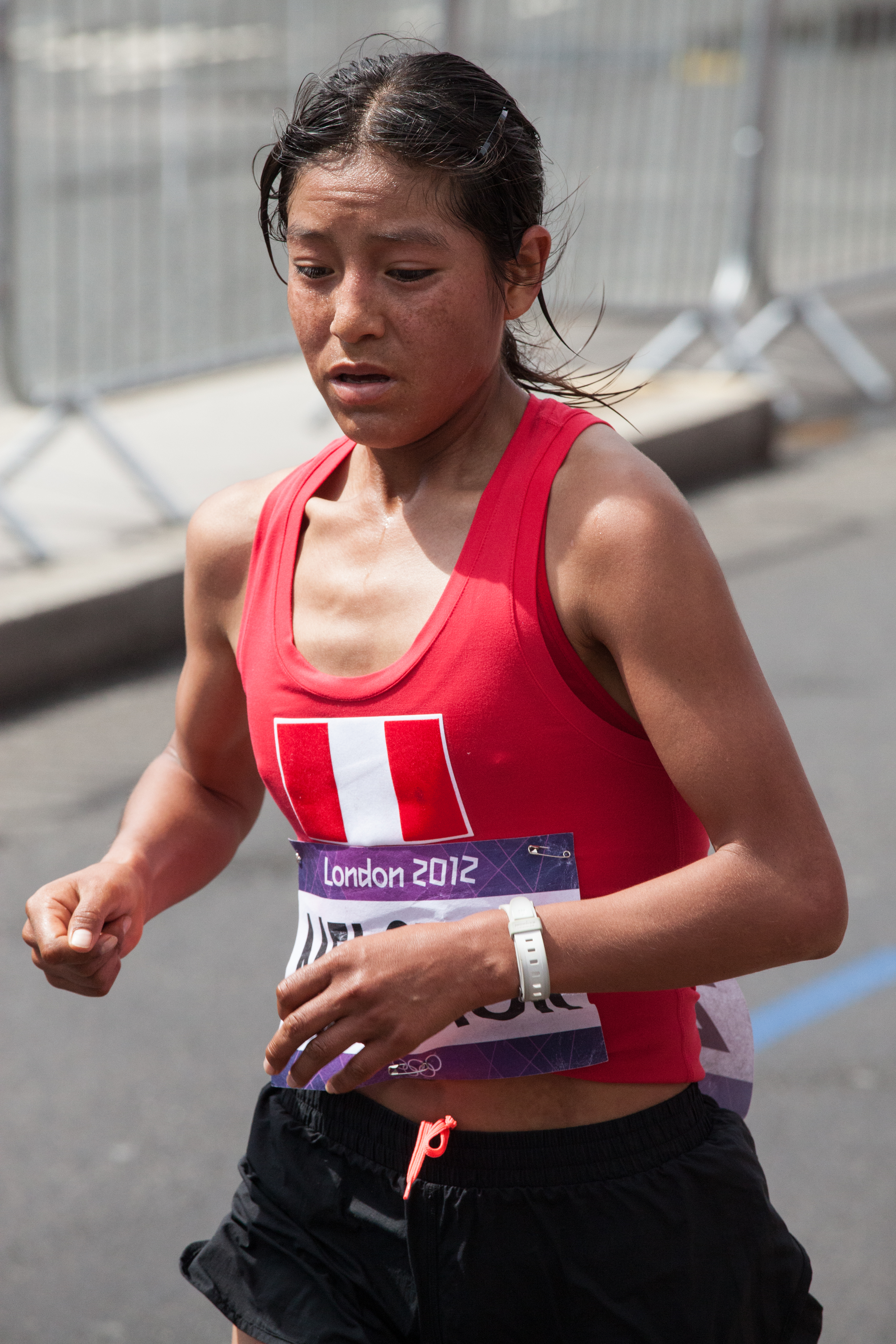
Inés Melchor – Rang 21

## Finale
| Zwischenzeiten      | Zwischenzeiten | Zwischenzeiten                         | Zwischenzeiten |
| Zwischenzeit- Marke | Zwischenzeit   | Führende                               | 1000-m-Zeit    |
| ------------------- | -------------- | -------------------------------------- | -------------- |
| 1000 m              | 03:12,26 min   | Sun Yingjie mit dem geschlossenen Feld | 3:12,26 min    |
| 2000 m              | 06:05,57 min   | Sun Yingjie mit einer großen Gruppe    | 2:53,31 min    |
| 3000 m              | 08:52,23 min   | Elvan Abeylegesse vor Isabella Ochichi | 2:46,92 min    |
| 4000 m              | 11:47,76 min   | Isabella Ochichi vor Meseret Defar     | 2:55,53 min    |
| 5000 m              | 14:45,65 min   | Meseret Defar                          | 2:57,89 min    |

### Resultat

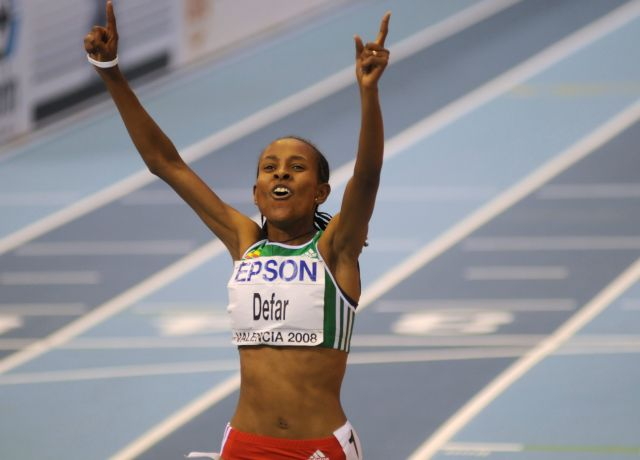
Gold erlief sich Meseret Defar

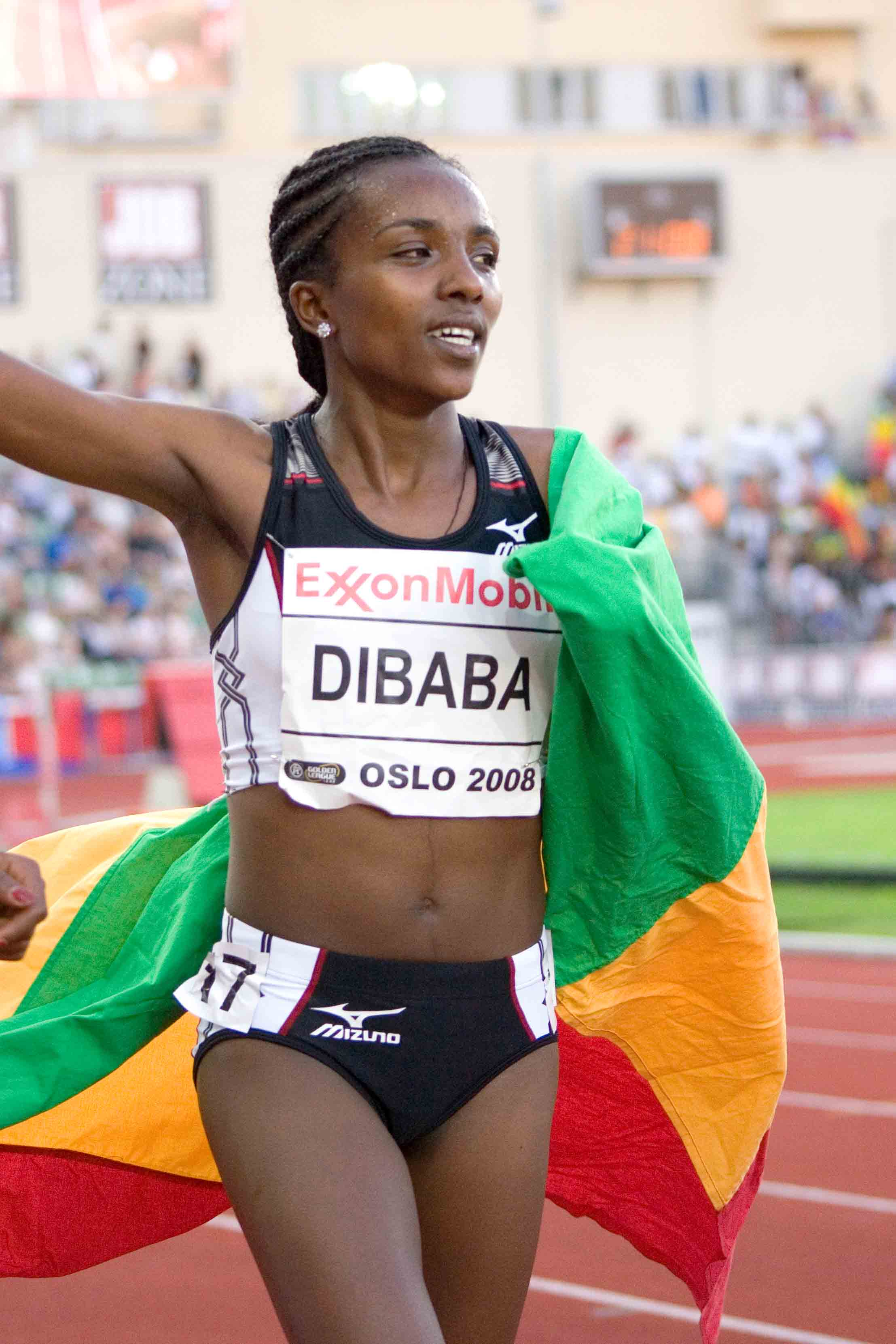
Bronzemedaillengewinnerin Tirunesh Dibaba

23. August 2004, 22:00 Uhr
| Platz | Name                 | Nation              | Zeit (min) |
| ----- | -------------------- | ------------------- | ---------- |
| 1     | Meseret Defar        | Äthiopien           | 14:45,65   |
| 2     | Isabella Ochichi     | Kenia               | 14:48,19   |
| 3     | Tirunesh Dibaba      | Äthiopien           | 14:51,83   |
| 4     | Jelena Sadoroschnaja | Russland            | 14:55,52   |
| 5     | Joanne Pavey         | Großbritannien      | 14:57,87   |
| 6     | Gulnara Samitowa     | Russland            | 15:02,30   |
| 7     | Irina Mikitenko      | Deutschland         | 15:03,36   |
| 8     | Sun Yingjie          | Volksrepublik China | 15:07,23   |
| 9     | Xing Huina           | Volksrepublik China | 15:07,41   |
| 10    | Sentayehu Ejigu      | Äthiopien           | 15:09,55   |
| 11    | Margaret Maury       | Frankreich          | 15:09,77   |
| 12    | Elvan Abeylegesse    | Türkei              | 15:12,64   |
| 13    | Lilija Schobuchowa   | Russland            | 15:15,64   |
| 14    | Sonia O'Sullivan     | Irland              | 16:20,90   |
| DNF   | Edith Masai          | Kenia               |            |

### Rennverlauf
Für das Finale hatten sich drei Äthiopierinnen, drei Russinnen sowie zwei Chinesinnen und zwei Kenianerinnen qualifiziert. Komplettiert wurde das Feld durch je eine Teilnehmerin aus Deutschland, Frankreich, Großbritannien, Irland und der Türkei.
Als Favoriten galten die äthiopische Weltmeisterin Tirunesh Dibaba sowie die für die Türkei startende Weltrekordlerin Elvan Abeylegesse, ebenfalls in Äthiopien geboren. Kandidatinnen für weitere vordere Platzierungen waren Dibabas Landsfrau Meseret Defar, die Kenianerinnen Edith Masai als Vizeweltmeisterin und Isabella Ochichi sowie die russische WM-Vierte und EM-Dritte Jelena Sadoroschnaja. Auch die in früheren Jahren sehr erfolgreiche Irin Sonia O’Sullivan erreichte noch einmal das Finale. Sie hatte jedoch nicht mehr die Form ihrer Erfolgszeiten und belegte am Ende Rang vierzehn.
Die ersten Runden des Finales führten die Chinesinnen Sung Yingjie und Xing Huina an. Das Rennen begann schleppend, die ersten tausend Meter wurden in 3:12,26 min gelaufen. Doch auf dem zweiten Kilometer wurde es erheblich schneller – 1000-Meter-Abschnitt: 2:53,31 min. Entsprechend zog sich das Feld immer mehr in die Länge. Bei Streckenhälfte übernahm Abeylegesse die Führung und verschärfte noch einmal deutlich. Jetzt wurde das Rennen richtig schnell – dritter Kilometer: 2:46,92 min – und es bildete sich eine Spitzengruppe mit fünf Läuferinnen. Abeylegesse führte, dahinter lagen Ochichi, Defar, Dibaba und Yingjie. Dann setzten sich Abeylegesse und Defar alleine ab, doch die Türkin konnte ihr hohes Tempo nicht ganz halten, sodass Ochichi wieder herankam. Vier Runden vor dem Ende wurde Abeylegesse schließlich Opfer ihrer eigenen Strategie. Sie hatte sich übernommen und fiel jetzt immer weiter zurück. Die Entscheidung um Gold und Silber musste zwischen der führenden Ochichi und Defar fallen. Obwohl das Tempo erheblich nachgelassen hatte, konnte von den Verfolgerinnen niemand mehr zu den beiden Führenden aufschließen. Auf der letzten Runde zog Defar zum Ende der Gegengeraden ihren Schlussspurt an. Dem hatte Ochichi nichts mehr entgegenzusetzen. Meseret Defar gewann mit circa zweieinhalb Sekunden Vorsprung auf Isabella Ochichi. Die Bronzemedaille ging dreieinhalb Sekunden hinter der Kenianerin an Tirunesh Dibaba. Vierte wurde Jelena Sadoroschnaja vor der Britin Jo Pavey und der Russin Gulnara Samitowa. Die Deutsche Irina Mikitenko kam als Siebte noch einen Rang vor Sun Yingjie ins Ziel.
Meseret Defar war die erste äthiopische Olympiasiegerin in dieser Disziplin.

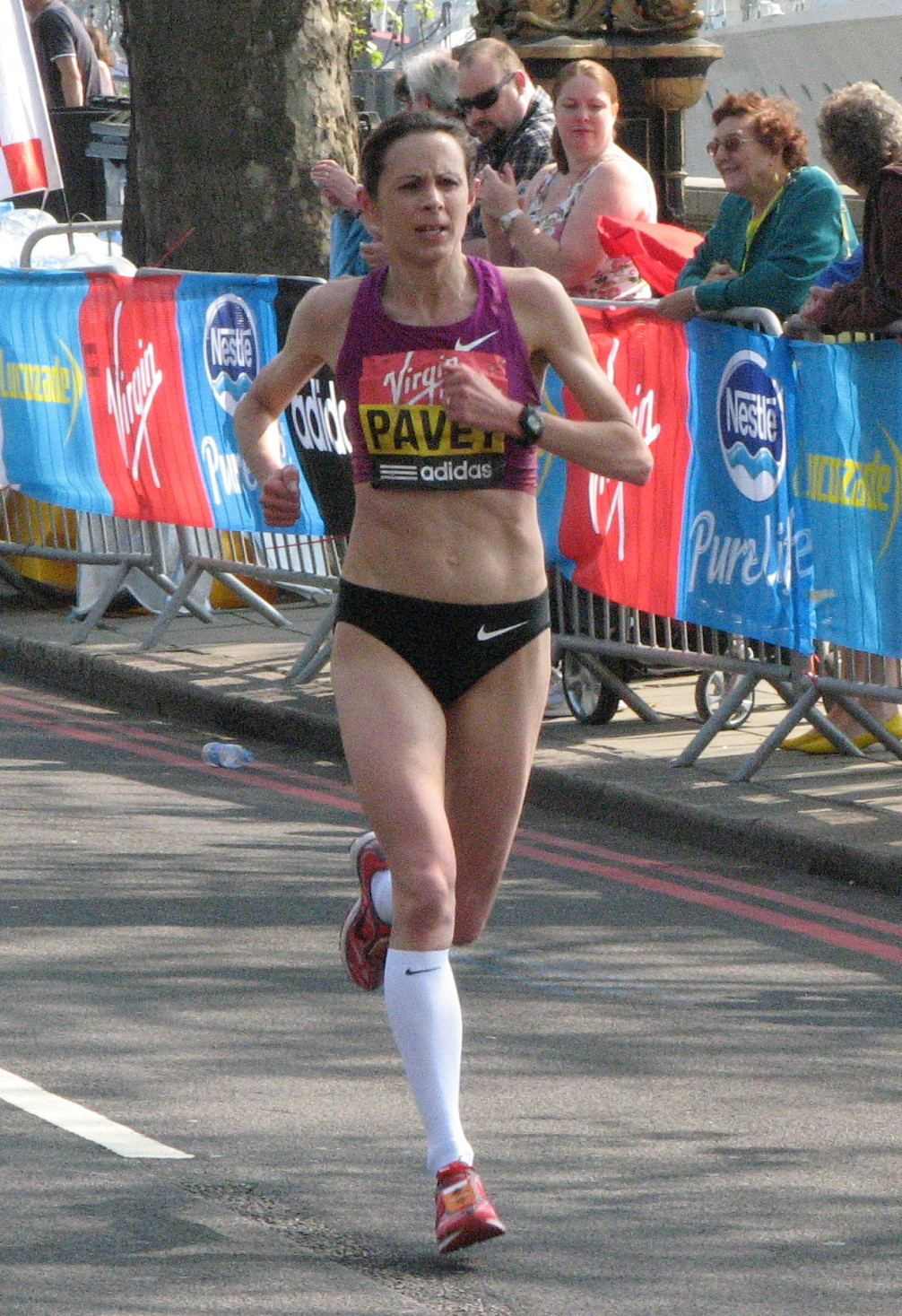
Joanne Pavey belegte Rang fünf
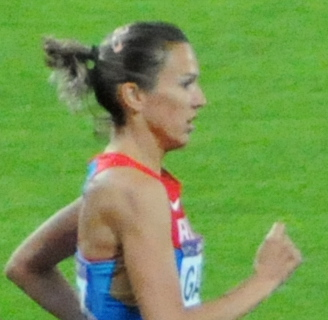
Die sechstplatzierte Gulnara Galkina
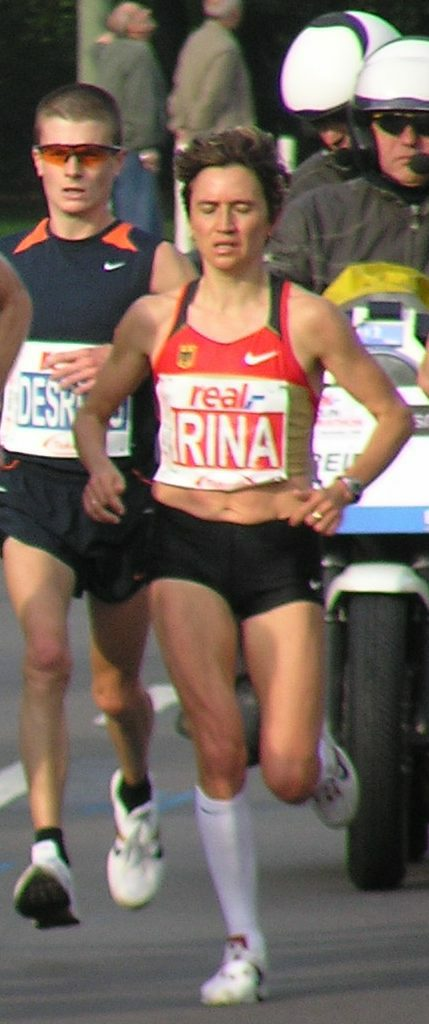
Rang sieben für Irina Mikitenko
Sentayehu Ejigu erreichte Platz zehn

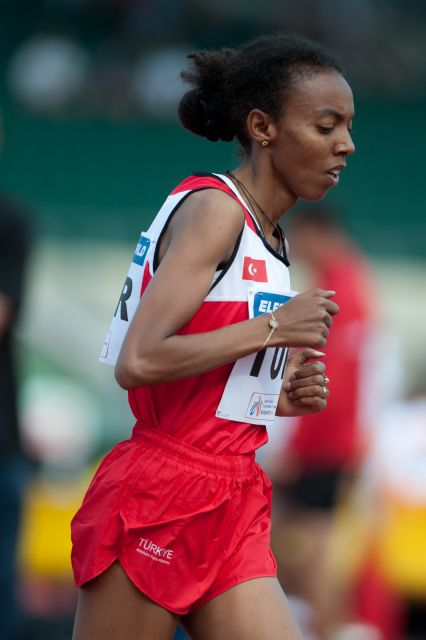
Elvan Abeylegesse musste ihrem hohen Tempo Tribut zollen und fiel auf Platz zwölf zurück
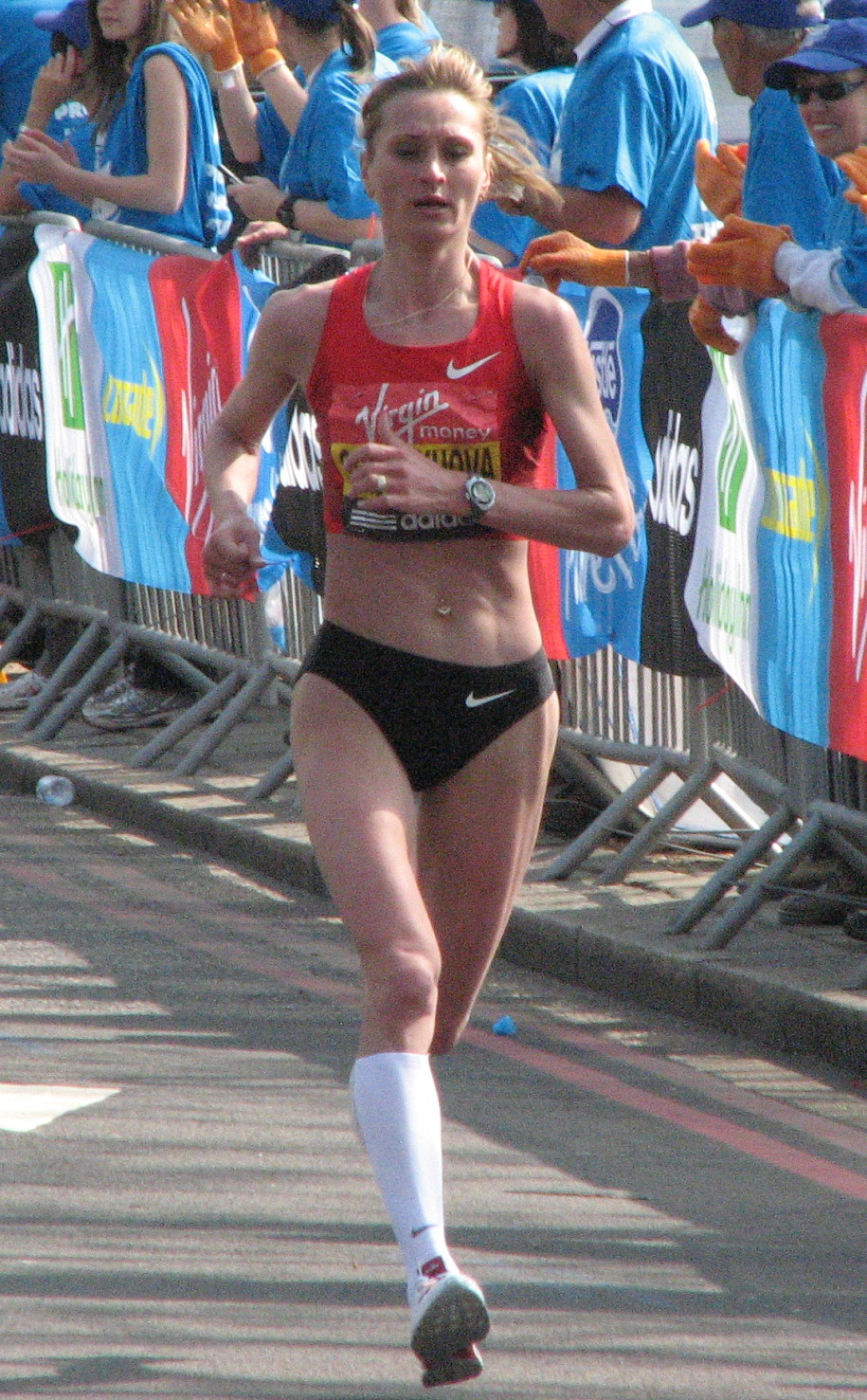
Lilija Schobuchowa kam im Finale auf Rang dreizehn
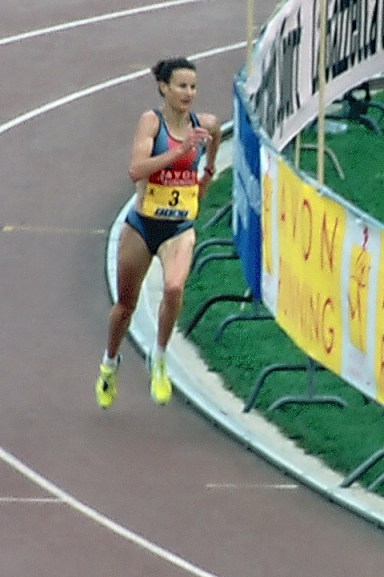
Sonia O'Sullivan wurde Vierzehnte

## Video
- 2004 Olympics Women's 5000m, youtube.com, abgerufen am 24. Februar 2022